# برونو ماتوس
برونو ماتوس (پرتغالی: Bruno Matos؛ زادهٔ ۵ ژوئن ۱۹۹۰) بازیکن فوتبال اهل برزیل است.
از باشگاه‌هایی که در آن بازی کرده است می‌توان به باشگاه فوتبال نووی پازار، باشگاه فوتبال پالمیراس، باشگاه فوتبال صنعت نفت آبادان، باشگاه فوتبال پونته پرتا، و باشگاه فوتبال ستاره سرخ بلگراد اشاره کرد.